# Весёлый Роджер
Весёлый Роджер
Весёлый Роджер (англ. Jolly Roger) — пиратский чёрный флаг с адамовой головой (черепом человека) и костями. Этот флаг, наряду с десятками других, использовался пиратами в XVII—XVIII веках. Единого пиратского флага не существовало, однако в культуре XIX—XXI веков именно такой флаг чаще всего ассоциируется с пиратством.

## Пиратские флаги
Одним из первых пиратов, использовавших «Весёлый Роджер» в версии, похожей на принятую сейчас, был Эммануэль Вайн. Его флаг включал в себя также изображение песочных часов, что означало «ваше время утекает». Стид Боннет также использовал модификацию этого флага. В его варианте кость была одна, а по бокам от черепа добавлялись сердце и кинжал.

## Происхождение названия

Кровавый флаг

По одной из версий, «Весёлый Роджер» происходит от французского «Joyeux Rouge» (ярко-красный). Это был флаг кроваво-красного цвета, — цвета войны. Приватиры и корсары, которые были обязаны поднимать государственные флаги, во время атаки использовали чёрный сигнальный флаг, который означал предъявление ультиматума. Если противник не сдавался, корсары поднимали красный флаг. Позже англичане переделали «Rouge» в более привычное для них слово «Roger», а «Joyeux» в «Jolly», то есть «Весёлый».
Вторая версия возникновения Весёлого Роджера связана с тамильскими пиратами. Они промышляли в водах Индийского и Тихого океанов и называли сами себя «Али раджа» — властители моря. Это словосочетание также созвучно английскому «Jolly Roger».
Третья версия гласит, что пиратский флаг получил своё название от словосочетания «Old Roger», которое было одним из имен дьявола. В дальнейшем слово «Old» могло превратиться в «Jolly».
По четвертой версии это название произошло от имени короля Рожера II Сицилийского (22 декабря 1095 — 26 февраля 1154), который прославился многочисленными победами на суше и на море. Флаг Рожера II Сицилийского представлял собой изображение двух скрещённых костей на красном фоне.
У разных пиратов были свои «Весёлые Роджеры», хотя чаще всего пираты просто поднимали флаги тех стран, которым симпатизировали или наличие которых было уместно в данной ситуации. Например, атакуя «испанца», пираты могли поднять морской флаг Англии.

## Примеры

Флаг Калико Джека
Флаг Эмануэля Уайнна
Флаг Чёрной Бороды[англ.] (но вероятно, им не использовавшийся)
Флаг Генри Айвери
Флаг Томаса Тью
Флаг Стида Боннета
Флаг Эдварда Инглэнда
Флаг Кристофера Муди
Флаг Бартоломью Робертса

### Похожие флаги, не связаные с пиратством

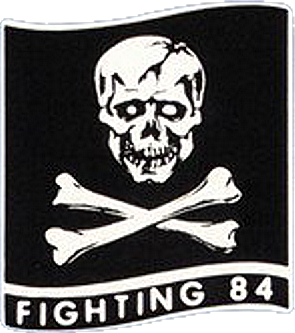
Флаг VF-84 Jolly Rogers, эскадрилья ВМФ США
Фальшивый флаг Вольной территории (Махновщина)
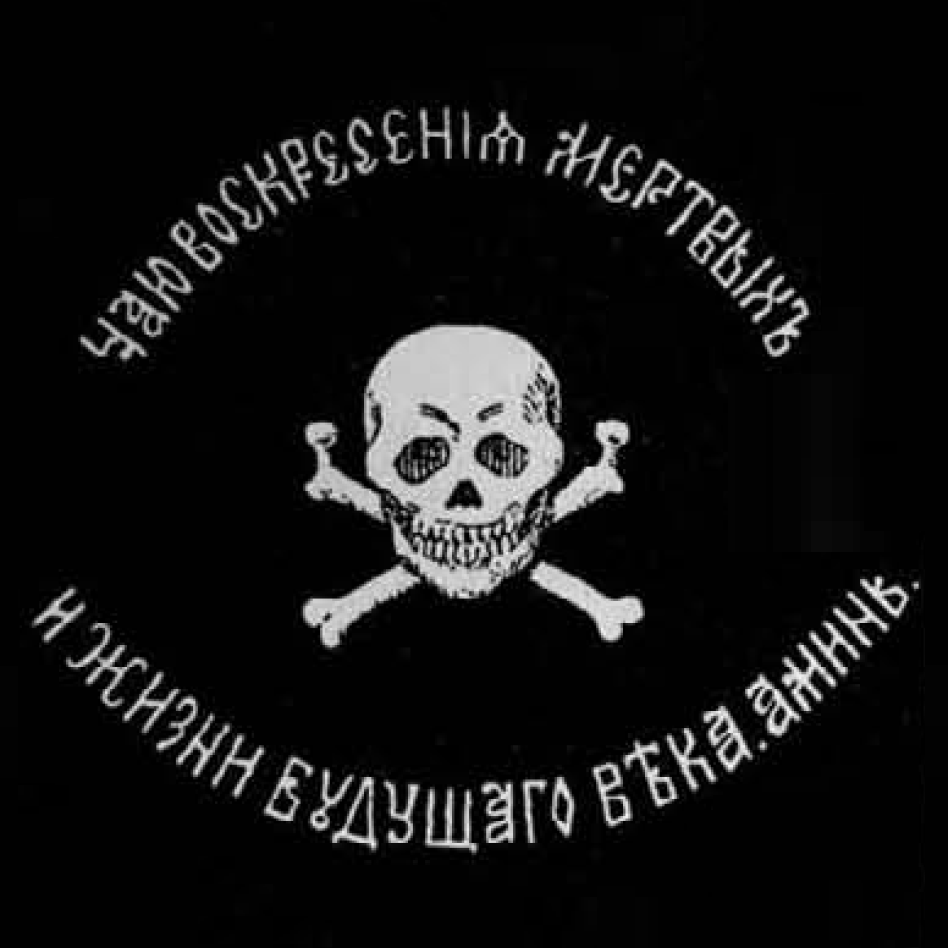
Флаг Якова Бакланова
Символика «Союза православных хоругвеносцев»
Знамя сербских четников
Флаг Советской республики матросов и строителей
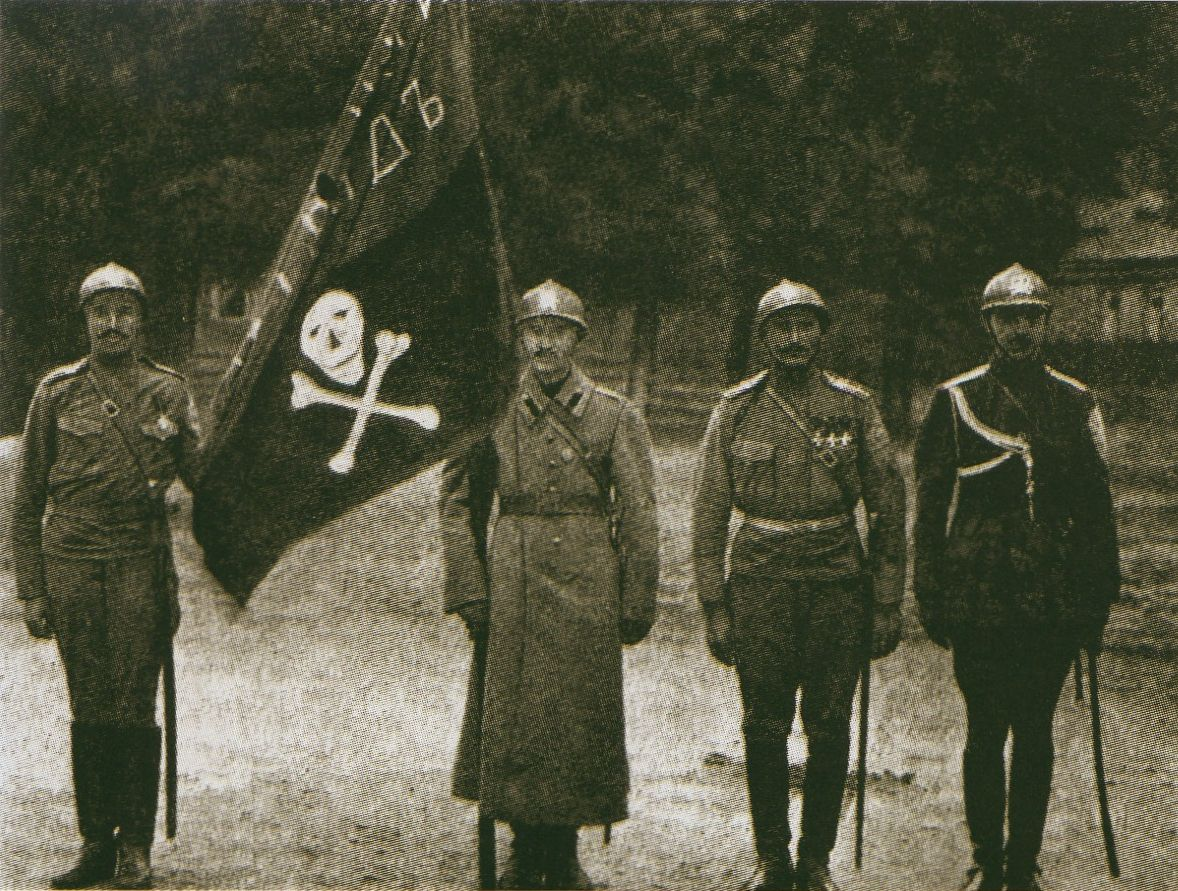
Знамя 1-го Корниловского ударного полка
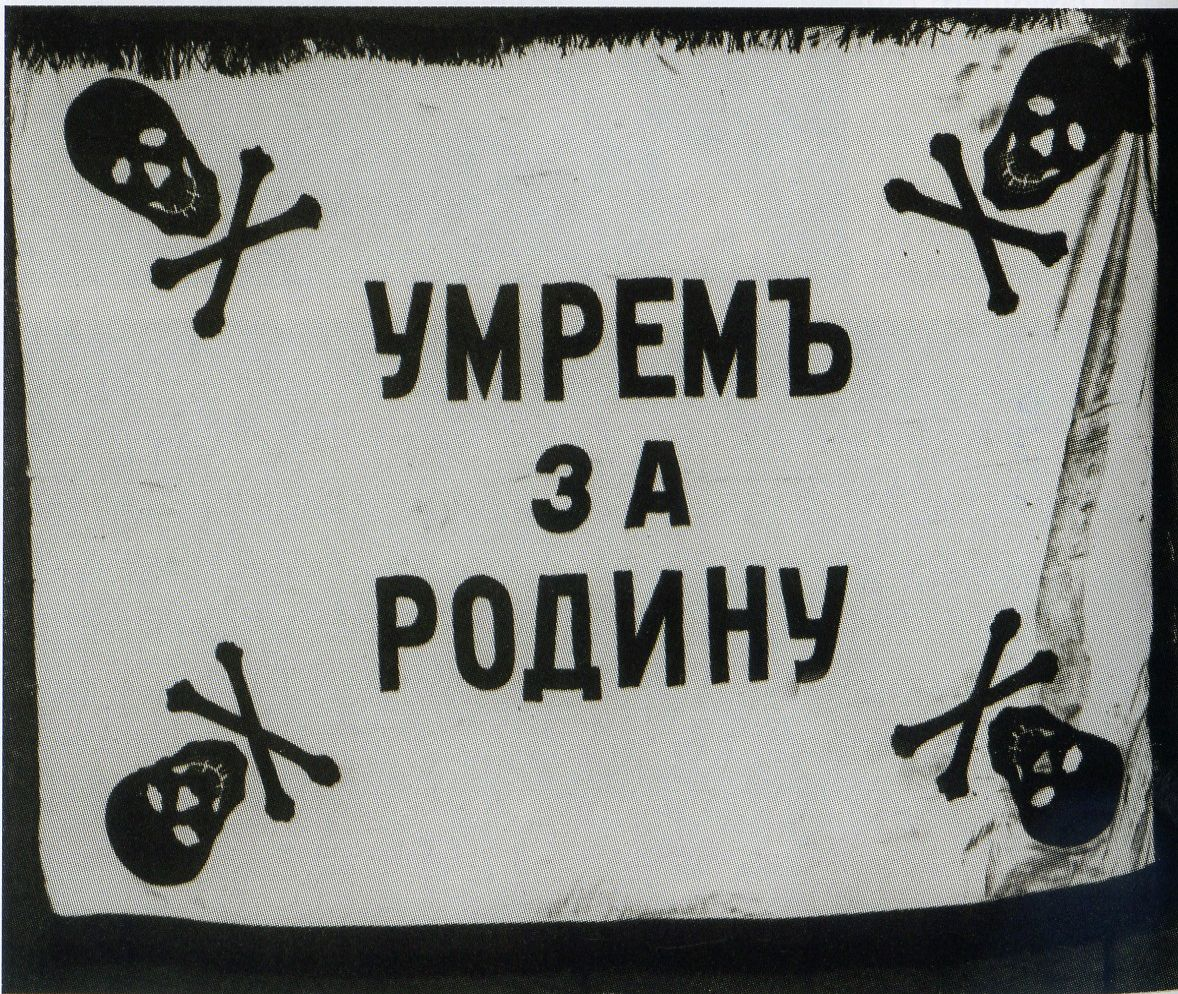
Знамя батальона смерти

## В Юникоде
Символ Весёлого Роджера в Юникоде — 🏴‍☠️.